# Шукач води (фільм)
«Шукач води» (англ. The Water Diviner) — драматичний фільм режисера і виконавця головної ролі Рассела Кроу. Знімання почалось 2 грудня 2013 року і проходило на батьківщині актора в Австралії, а також в Туреччині. Фільм вийшов в прокат 26 грудня 2014 року.

## Сюжет
Дія фільму розгортається в 1919 році.
У центрі сюжету картини — австралієць Джошуа Коннор, який вирушив з рідної Австралії до Туреччини, щоб знайти своїх трьох синів. Вони вважаються безвісти зниклими після битви при Галліполі (одній з найкривавіших битв Першої світової війни) — масованої кампанії країн Антанти 1915—1916 років, спрямованої на завоювання протоки Дарданелли і витіснення Османської імперії (нинішньої Туреччини) з арени Першої світової війни. Війська Британської Співдружності з Австралії та Нової Зеландії втратили в цій кампанії понад 10 000 осіб. Несподівано для себе Коннор знаходить надію там, де і не думав її знайти.

## У ролях
- Рассел Кроу — Джошуа Коннор, австралійський фермер
- Ольга Куриленко — Айша, власниця готелю у Стамбулі
- Йилмаз Ердоган — майор Хасан
- Джем Їлмаз — сержант Джемаль
- Джай Кортні — підполковник Х'юз
- Ділан Георгіадес — Орхан, син Айші
- Раян Корр — Артур Коннор
- Деніел Віллі — капітан Чарльз Брайндлі
- Деймон Герріман — батько Макінтайр
- Жаклін Маккензі — Еліза
- Деніз Акденіз — Іман
- Ізабель Лукас — Наталія

## Виробництво
Після закінчення знімання на території Австралії вже 26 лютого розпочалося фільмування турецьких сцен в Стамбулі, а саме в околицях Султанахмет і Чемберліташ (районів в старій частині Стамбула, розташованої в європейській частині міста), Балата (традиційного єврейського кварталу в Стамбулі), а також біля палацу Топкапи.
Знімання в Стамбулі тривали до березня, а потім перемістилися в місто-привид Каякой в Егейському районі Фетхіє.

## Цікаві факти
- При створенні сценарію фільму використовувалася військова література, щоденники та листи солдатів.
- Серед інших проєктів, які розглядав Кроу для свого першого режисерського досвіду, був «Довгий зелений берег» (The Long Green Shore) про австралійських солдатів, які воюють в джунглях Нової Гвінеї під час Другої світової війни, а також Bra Boys — історія знаменитої сіднейської банди серферів.